# Kleitomachos
Kleitomachos (grekiska: Κλειτόμαχος, latin: Clitomachus/Cleitomachus), född 187/186 f.Kr., död 110/109 f.Kr. kom till Aten runt 163/162 f.Kr. från Karthago och studerade filosofi under Karneades. Han blev föreståndare (skolark) för Akademin kring 127/126 f.Kr. Han var en akademisk skeptiker precis som sin läromästare. Ingenting finns kvar av hans skrifter, vilka ägnades åt att göra Karneades åsikter kända, men Cicero använde dem i några av sina arbeten.

## Levnad
Kleitomachos föddes i Karthago år 187/186 f.Kr. och hette ursprungligen Hasdrubal. Han kom till Aten 163/162 när han var ungefär 24 år gammal. Där kom han i kontakt med grundaren av den Nya Akademin, Karneades, under vars ledning han blev en av skolans mest framstående lärjungar - men han studerade samtidigt stoisk och peripatetisk filosofi. År 127/126 f.Kr., två år efter Karneades död, efterträdde han Krates från Tarsos som skolark (föreståndare) för Akademin. Han fortsatte att undervisa i Aten till så sent som 111 f.Kr, eftersom Crassus hörde honom detta år. Han dog år 110/109 f.Kr och efterträddes som skolark av Filon från Larissa.

## Verk
Av hans verk, vilka skulle ha uppgått till 400 böcker finns bara några få titlar kvar. Hans målsättning var att göra sin läromästares, Karneades, filosofi känd och från vars åskådning han aldrig avvek. Kleitomachos bodde i Aten livet ut, men han hyste starka känslor för sitt hemland och, när Karthago intogs av romarna år 146 f.Kr., skrev han en bok till sina olyckliga landsmäns tröst. Detta verk, vilket Cicero säger sig ha läst, togs från en utläggning av Karneades och var menat att uttrycka den tröst som filosofin ger även under de svåraste omständigheter. Hans verk var mycket uppskattade av Cicero, som byggde delar av sina De Natura, De Divinatione och De Fato på ett av Kleitomachos verk som han benämnde De Sustinendis Offensionibus (ung. Om tillbakahållande av samtycke).
Kleitomachos behandlade antagligen filosofins historia i sitt verk om de filosofiska inriktningarna: Om tankens skolor (περί αἱρέσεων).
Två av Kleitomachos verk var tillägnade framstående romare, poeten Gajus Lucilius och konsuln Lucius Marcius Censorinus,, vilket antyder att hans verk var kända och uppskattade i Rom.